# Dyopedos normani
Dyopedos normani is een vlokreeftensoort uit de familie van de Dulichiidae. De wetenschappelijke naam van de soort is voor het eerst geldig gepubliceerd in 1895 door Sars.